# Vrenska Gorca
Vrenska Gorca este o localitate din comuna Kozje, Slovenia, cu o populație de 175 de locuitori.